# Schräge Musik

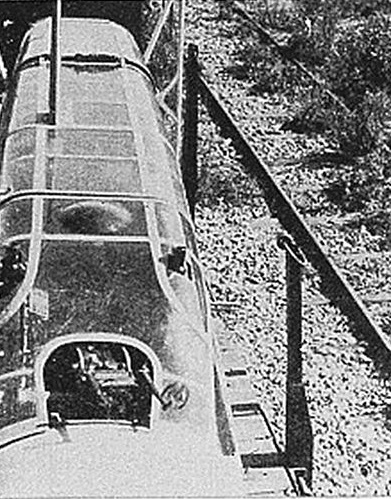
Messerschmitt Bf 110G-4 med två MG FF/M i Schräge Musik-installation

Schräge Musik (direkt översatt "sned musik", ursprungligen ett tyskt nedsättande namn på jazz), var en uppåtriktad fixerad vapeninstallation på tyska nattjaktplan som utvecklades och användes av Luftwaffe under andra världskriget. Med hjälp av Schräge Musik kunde de tyska planen anfalla engelska bombplan under dessas nattliga bombanfall från den oskyddade undersidan. Det normala förfarandet var en installation av två eller flera kulsprutor eller automatkanoner monterade i flygkroppen bakom kabinen, i en vinkel på 70–80°. Vapnen riktades genom ett Revi C.12/D- eller 16B-sikte som var monterat uppe på kabinens bakre fönster. 
Vanligtvis användes den tillsammans med någon form av radar, typ FuG 202 Lichtenstein.

## Bakgrund
De nattliga bombräder som de allierade utförde över Tyskland från 1941, blev allt eftersom kriget fortskred allt mer besvärande för den tyska befolkningen och kanske främst (från ledningens sida) för den tyska rustningsindustrin. Den tidigare taktiken att med sökljus låsa på fiendens plan gjorde samtidigt de egna jaktplanen synliga och sårbara och krävde dessutom branta vinklar för att komma i anfallsläge samtidigt som man försökte undgå fientlig eld. 